# مثلث‌بندی (نقشه‌برداری)

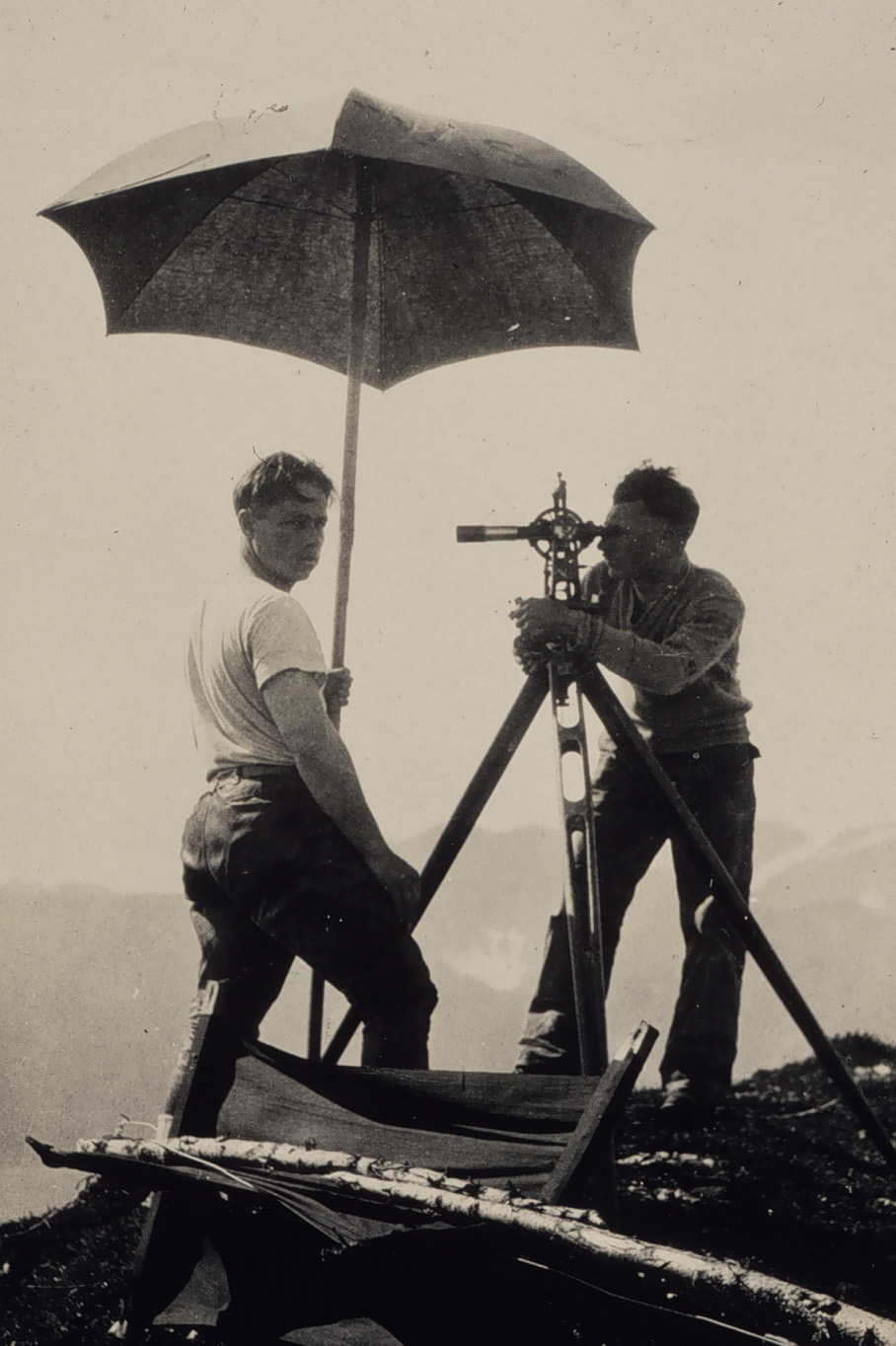
مثلث‌بندی جزیره کودیاک در آلاسکا در سال ۱۹۲۹.

در نقشه‌برداری، مثلث‌بندی فرایند تعیین مکان یک نقطه با اندازه‌گیری تنها زوایای آن از نقاط شناخته شده در هر دو انتهای یک خط مبنای ثابت است، به جای اینکه اندازه‌گیری فواصل تا نقطه به‌طور مستقیم صورت پذیرد. سپس نقطه را می‌توان به عنوان سومین نقطه مثلث با یک ضلع و دو زاویه مشخص ثابت کرد.
مثلث‌بندی همچنین می‌تواند به نقشه‌برداری دقیق با استفاده از شبکه‌ای از مثلث‌های بسیار بزرگ که شبکه‌های مثلثی نامیده می‌شوند، اشاره داشته باشد. این موضوع به دنبال کار ویلبرورد اسنل در سال‌های ۱۷–۱۶۱۵ گسترش یافت که نشان داد چگونه می‌توان یک نقطه را از زوایایی که از سه نقطه شناخته شده متشکل است، یافت. اما اندازه‌گیری در نقطه ناشناخته جدید به جای نقاط ثابت قبلی، مشکلی به نام بازآزمونی را بوجود می‌آورد. اگر ابتدا شبکه‌ای از مثلث‌ها در بزرگترین مقیاس مناسب ایجاد شود، خطای نقشه‌برداری به حداقل می‌رسد. سپس نقاط داخل مثلث را می‌توان با رجوع به آن شبکه از مثلث‌های بزرگ‌تر، به دقت یافت. چنین روش‌های مثلث‌بندی‌ای برای بررسی دقیق زمین در مقیاس بزرگ تا ظهور سیستم‌های ماهواره‌ای ناوبری جهانی در دهه ۱۹۸۰ استفاده می‌شد.